# Fly Me to the Moon... The Great American Songbook Volume V
Fly Me to the Moon... The Great American Songbook Volume V es el vigésimo sexto álbum de estudio del cantante de origen británico Rod Stewart, lanzado el 19 de octubre de 2010 por el sello J Records. Dura aproximadamente cuarenta minutos. Clive Davis se encargó de la producción, mientras que Stanley Adams, Harold Arlen, Walter Donaldson, Al Dubin, María Grever, Bart Howard, Gus Kahn, Ted Koehler, Jack Lawrence, Henry Mancini, Jimmy McHugh, Johnny Mercer, John Merder, Cole Porter, Charles Trénet, Harry Warren, Ned Washington y Victor Your de la composición. Ha sido lanzado más de tres veces en disco compacto y LP. Entró en las listas European Top 100 Albums, Billboard 200, Top Canadian Albums y Top Digital Albums, donde se posicionó en los puestos cuatro en Billboard y Canadian Albums y veinticuatro en Digital Albums. Recibió una crítica generalmente negativa por parte de los sitios Allmusic, American Songwriter, Mojo y Uncut.

## Lista de canciones
1. «That Old Black Magic»
2. «Beyond the Sea»
3. «I've Got You Under My Skin»
4. «What a Difference a Day Makes»
5. «I Get a Kick Out of You»
6. «I've Got the World on a String»
7. «Love Me or Leave Me»
8. «My Foolish Heart»
9. «September in the Rain»
10. «Fly Me to the Moon»
11. «Sunny Side of the Street»
12. «Moon River»

- Fuente:[1]

Edición limitada del CD
1. «Bye Bye Blackbird»
2. «All of Me»
3. «She's Funny That Way»
4. «Cheek to Cheek»
5. «Ain't Misbehavin'»
6. «When I Fall in Love»

## Posicionamientos en listas
| Lista (2010)            | Posición |
| ----------------------- | -------- |
| Australian Albums Chart | 4        |
| Canadian Albums Chart   | 4        |
| European Top 100 Albums | 8        |
| German Albums Chart     | 24       |
| German Downloads Chart  | 14       |
| Hungarian Albums Chart  | 14       |
| Mexican Albums Chart    | 10       |

| Lista       | Certificación |
| ----------- | ------------- |
| Australia   | Oro           |
| Canadá      | Oro           |
| Polonia     | Oro           |
| Suecia      | Oro           |
| Reino Unido | Oro           |